# Wonderful, Glorious
| Recensione       | Giudizio |
| ---------------- | -------- |
| sentireascoltare | (6.8/10) |

Wonderful, Glorious è il decimo album discografico in studio del gruppo musicale statunitense Eels, pubblicato nel febbraio 2013.

## Tracce
1. Bombs Away – 5:23
2. Kinda Fuzzy – 3:38
3. Accident Prone – 2:48
4. Peach Blossom – 4:05
5. On the Ropes – 3:10
6. The Turnaround – 4:49
7. New Alphabet – 4:08
8. Stick Together – 3:42
9. True Original – 3:48
10. Open My Present – 3:09
11. You're My Friend – 3:47
12. I Am Building a Shrine – 3:35
13. Wonderful, Glorious – 3:43